# By Your Side (The Black Crowes)
| Recensione | Giudizio |
| ---------- | -------- |
| AllMusic   |          |

By Your Side è il quinto album in studio del gruppo musicale statunitense The Black Crowes, pubblicato dalla Columbia Records nel 1999.

## Tracce
Testi e musiche di Chris Robinson e Rich Robinson.
1. Go Faster – 4:04
2. Kickin' My Heart Around – 3:40
3. By Your Side – 4:28
4. HorseHead – 4:02
5. Only a Fool – 3:43
6. Heavy – 4:43
7. Welcome to the Goodtimes – 4:00
8. Go Tell the Congregation – 3:36
9. Diamond Ring – 4:09
10. Then She Said My Name – 3:43
11. Virtue and Vice – 4:45

## Formazione
Gruppo
- Chris Robinson – voce, armonica a bocca
- Rich Robinson – chitarra
- Sven Pipien – basso
- Steve Gorman – batteria
- Eddie Harsch – tastiere

Altri musicisti
- Dirty Dozen Brass Band – sezione fiati
- Zoe Thrall – flauti
- Curtis King, Cindy Mizelle, Tawatha Agee, Brenda White King, Vanees Thomas – cori
- David Richard Campbell – arrangiamento